# Informationsmemorandum
Informationsmemorandum betecknar skriftlig erinran om information. Memorandum härstammar från ordet memorandus på latin med innebörden "som bör kommas ihåg".
Vid handel används detta begrepp för att beteckna en sammanställning som ger information mellan två affärspartner.
Informationsmemorandum används ofta som en handling vilken presenterar företagets aktuella situation för potentiella investerare.